# Легенчук Сергій Федорович
Легенчук Сергій Федорович (нар. 26 жовтня 1981) — український учений-економіст. Доктор економічних наук, професор. З 2012 року завідувач кафедри фундаментальних економічних дисциплін Житомирського державного технологічного університету.
Опублікував 133 праці, у тому числі 7 монографій (2 – одноосібні (“Теорія і методологія бухгалтерського обліку в умовах постіндустріальної економіки” (2010 р.); “Метатеория бухгалтерского учета: история, современное состояние, направления развития” (2011 р.) (м. Саарбрюкен, Німеччина)) і 5 – у співавторстві). Стипендіат Кабінету Міністрів України для молодих вчених протягом 2010-2012 рр.
Наукові інтереси: економіко-теоретичні основи бухгалтерського обліку; проблеми розвитку бухгалтерського обліку в постіндустріальній економіці; теорія, метатеорія та методологія ведення бухгалтерського обліку.